# Costa Barcelona

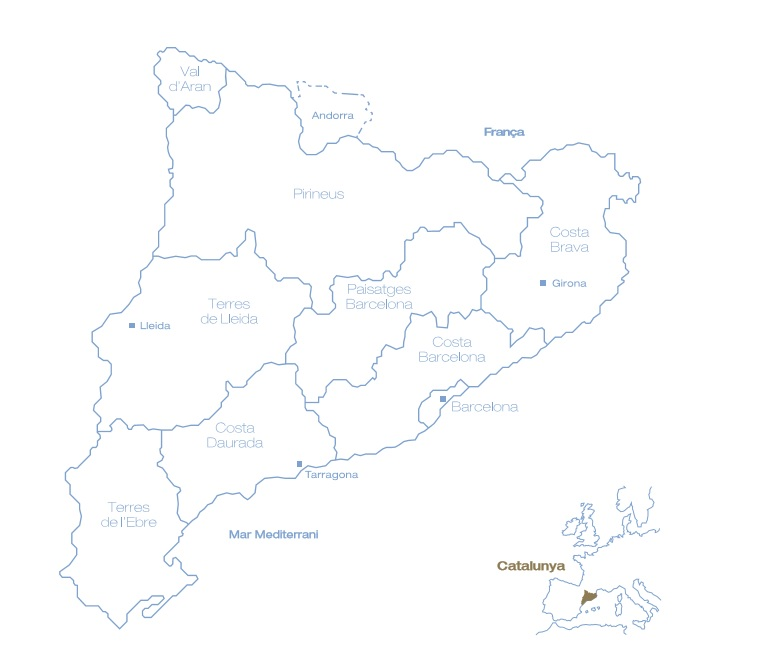
Marques turístiques de Catalunya aprovades per l'Agència Catalana de Turisme.

Costa Barcelona és la marca turística que comprèn les comarques del Maresme, Baix Llobregat, Garraf, Alt Penedès, Vallès Occidental i Vallès Oriental, sota l'aixopluc de la marca de promoció turística Barcelona és molt més, de la Diputació de Barcelona. Barcelona és molt més compta també amb la marca turística Paisatges Barcelona i amb la marca territorial Pirineus Barcelona, en aquest darrer cas dins la marca turística catalana Pirineus. Les marques turístiques de Catalunya les estableix l'Agència Catalana de Turisme, i a més a més de les tres ja esmentades, hi ha les marques turístiques Costa Brava, Costa Daurada, Barcelona, Terres de l'Ebre, Terres de Lleida i Val d'Aran.
Les capitals de les sis comarques de Costa Barcelona són Mataró (Maresme), Sant Feliu de Llobregat (Baix Llobregat), Vilanova i la Geltrú (Garraf), Vilafranca del Penedès (Alt Penedès), Terrassa i Sabadell (Vallès Occidental) i Granollers (Vallès Oriental). Costa Barcelona té un total de 159 municipis, amb 2.740.593 habitants, i una superfície de 3.095,64 km². Les sis comarques formen part de la província de Barcelona i estan situades al litoral marítim o proper a aquest.

## Creació de la marca turística

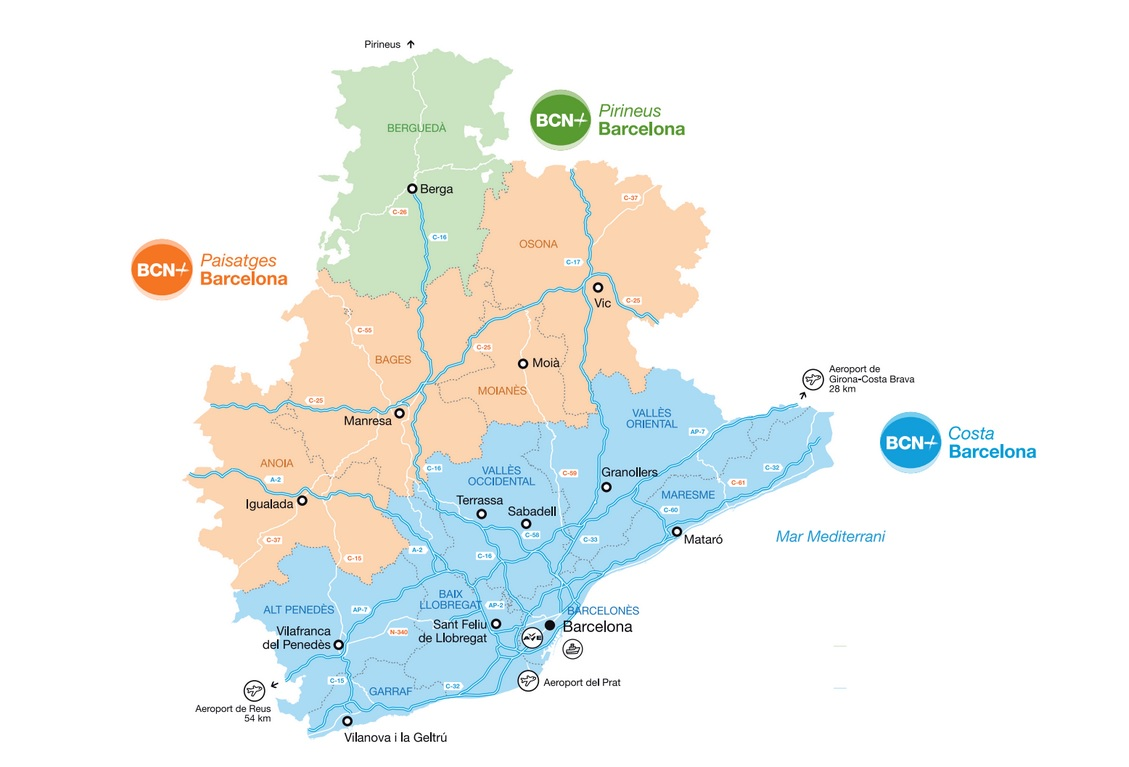
Marques turístiques de la província de Barcelona.

L'Agència Catalana de Turisme va aprovar l'octubre de 2011 la marca turística Costa Barcelona, que incloïa inicialment les comarques del Maresme, Baix Llobregat, Garraf i Alt Penedès, i que substituïa les dues marques del litoral barceloní existents fins aleshores, Costa de Barcelona-Maresme, situada al nord de la capital catalana, i Costa del Garraf, situada al sud. El juliol de 2012 s'integraven a la marca les comarques del Vallès Occidental i el Vallès Oriental. L'aprovació de la marca Costa Barcelona formava part d'un procés iniciat l'any 2011 que plantejava la reordenació de les marques turístiques vigents durant els darrers anys.

## Turisme
Una de les característiques en comú de les sis comarques de Costa Barcelona és que tenen el distintiu Compromís per la Qualitat Turística amb l'objectiu últim de millorar l'experiència i satisfacció del turista. Aquest territori té una alta concentració de serveis i activitats d'oci. Cada any rep més de dos milions i mig de visitants, que representen més de 9 milions de pernoctacions.

## Atractius

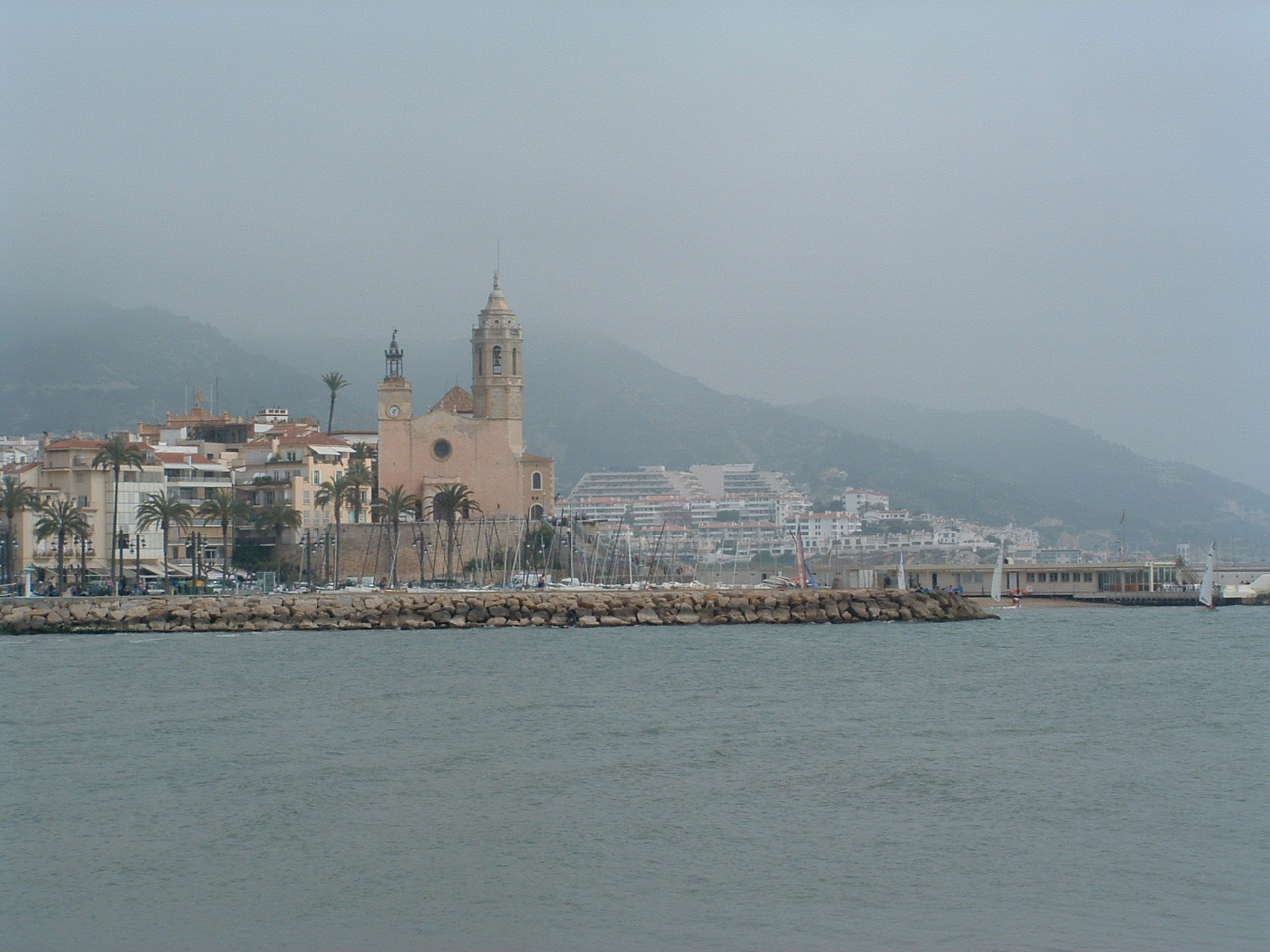
Sitges, a la comarca del Garraf.

Entre els nombrosos atractius del territori destaquen els més de 100 quilòmetres de litoral de les comarques del Maresme, Baix Llobregat i Garraf, on trobem localitats emblemàtiques com Sitges, Mataró i Sant Joan Despí amb notables mostres de modernisme. El termalisme està ben representat en poblacions com Caldes d'Estrac, Caldes de Montbui i la Garriga. A Arenys de Mar hi ha un important port pesquer, mentre que Sant Pol de Mar conserva l'estructura i bellesa del nucli antic. Poblacions com Calella, Pineda de Mar, Santa Susanna i Malgrat de Mar afegeixen una important oferta d'activitats a la seva clara vocació turística.
A la comarca del Garraf les localitats de Sitges i Vilanova i la Geltrú són al costat del mar. El principal reclam cultural de la primera són els palauets del nucli antic convertits en museus, als quals s'afegeixen unes platges ben cuidades i una destacada oferta d'oci i restauració. Pel que fa a Vilanova i la Geltrú, ha viscut sempre de cara al mar amb un important port pesquer i comercial, a més d'unes tradicions molt arrelades. Cap a l'interior, Vilafranca del Penedès i Sant Sadurní d'Anoia són les respectives capitals del vi i el cava, amb una significativa oferta d'enoturisme. La Colònia Güell, a la comarca del Baix Llobregat, és un conjunt arquitectònic que reuneix la que fou una important colònia industrial amb la seva església, que conté una cripta obra d'Antoni Gaudí.
Sant Cugat del Vallès és una ciutat moderna que conviu amb un dels conjunts romànics més interessants de Catalunya. El Circuit de Barcelona-Catalunya, situat a la comarca del Vallès Oriental, és seu dels Grans Premis de Fórmula 1 i de Motociclisme, i ofereix activitats variades per a tots els públics.

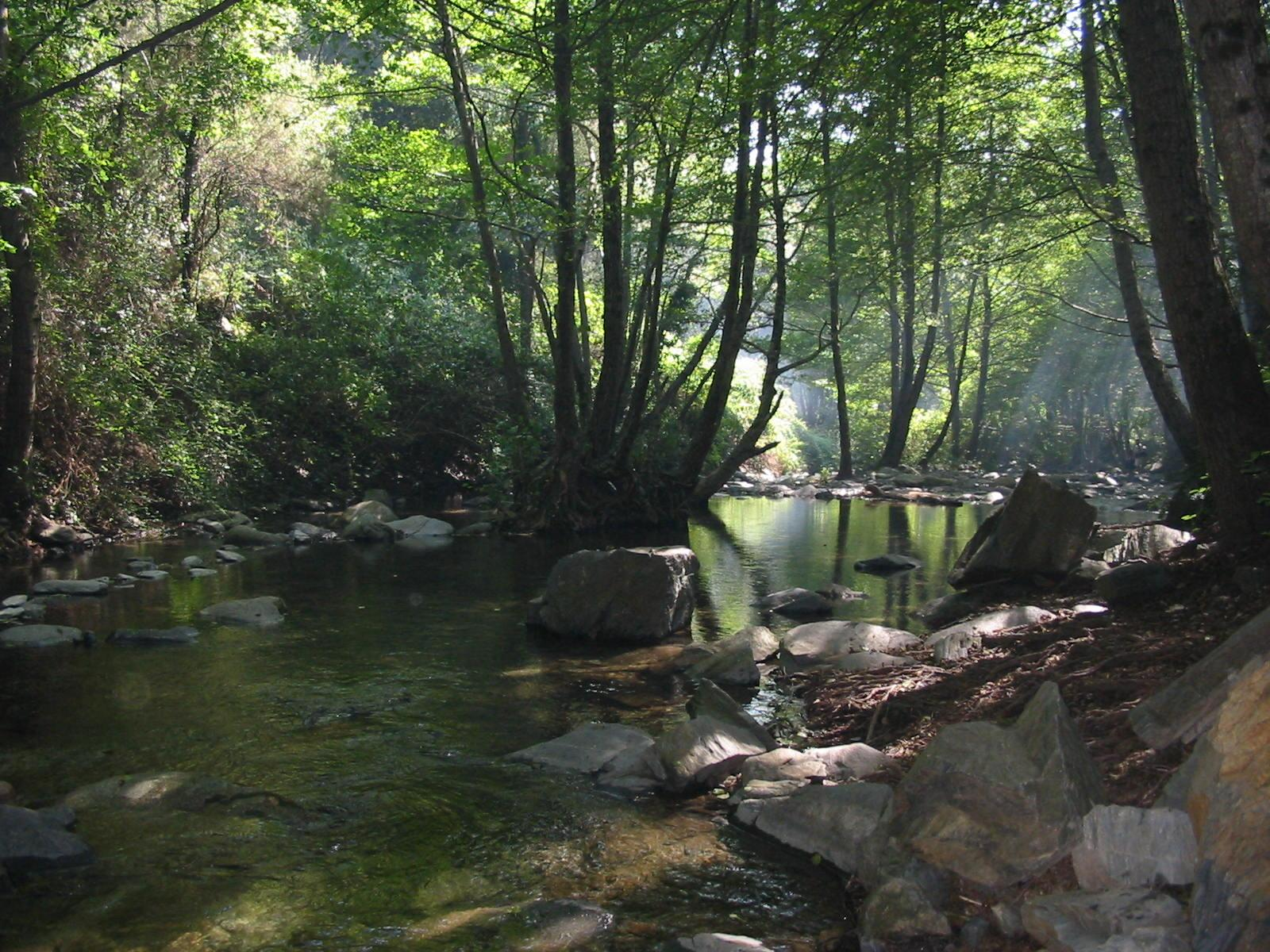

També cal destacar els nombrosos i grans espais boscosos i parcs naturals. Al capdavant cal esmentar el Parc Natural del Montseny, declarat Reserva de la Biosfera per la UNESCO, i el Parc Natural de Sant Llorenç del Munt i l'Obac, així com el Parc del Montnegre i el Corredor, el Parc de la Serralada Litoral, el Parc de la Serralada de Marina, el Parc del Garraf o el Parc Agrari del Baix Llobregat. La mescla de mar i muntanya fa d'aquestes comarques una terra rica en productes de l'hort, juntament amb la important cuina basada en el peix i el marisc, mentre que les característiques climàtiques han permès el cultiu de la vinya i comptar amb tres de les dotze DO catalanes: la del Penedès, la d'Alella i la del Cava.

## Esdeveniments

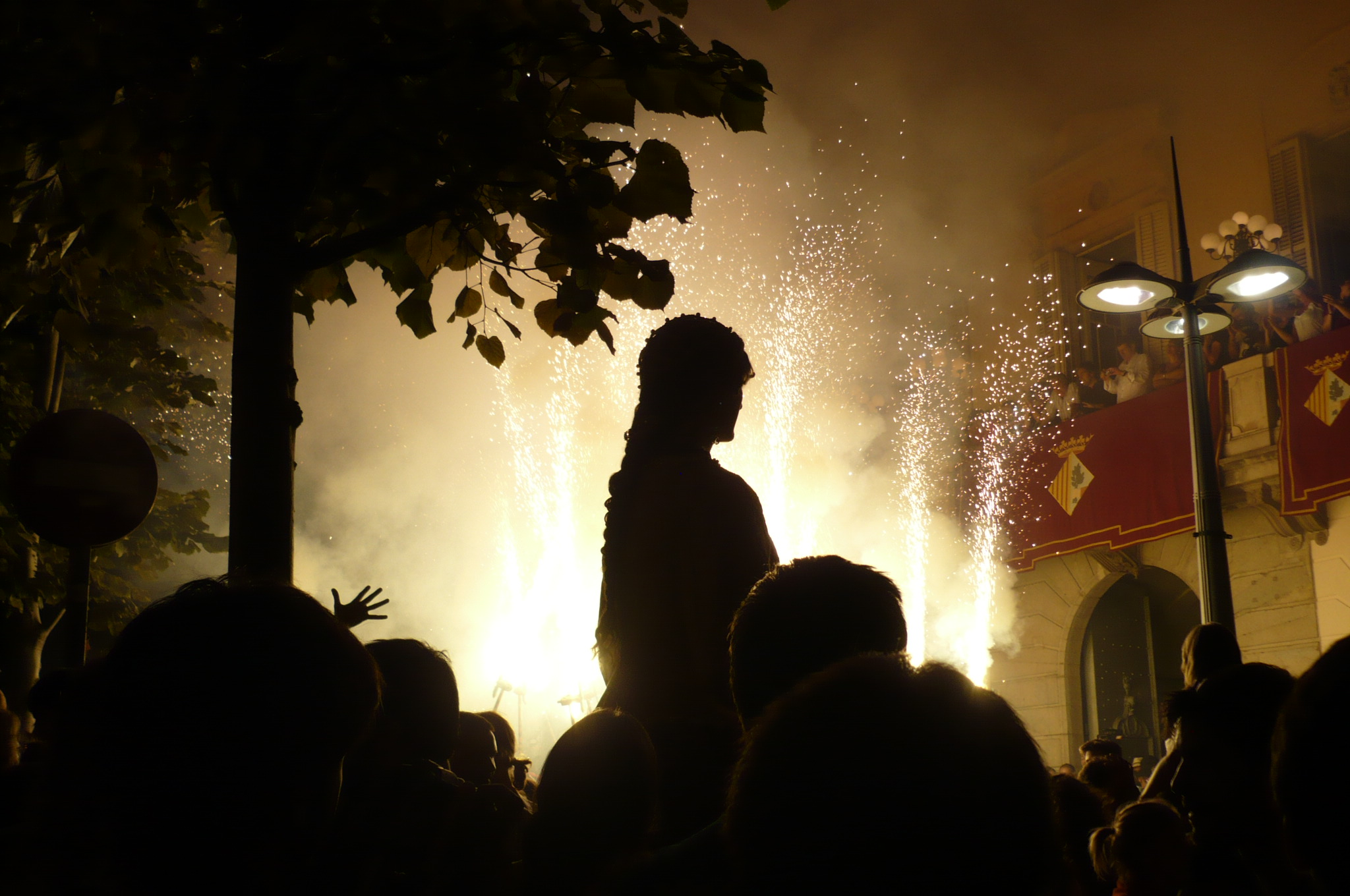
Una imatge de la Festa Major de Mataró, coneguda com Les Santes.

Els Carnavals de Vilanova i la Geltrú i Sitges, el Corpus a la Garriga o les Festes Majors de Vilafranca del Penedès, Granollers i Mataró, el Festival Internacional de Jazz de Terrassa o l'Òpera de Sabadell són bons exemples de la riquesa i varietat cultural de la zona. Així mateix, iniciatives turístiques com el Vijazz, el Cavatast, la Festa de la Verema d'Alella, la Ruta del Xató, el Calamarenys o les fires avícoles del pollastre de la raça Prat o del gall del Penedès, sorgides per promocionar els productes autòctons, en mostren la riquesa gastronòmica.